# Fortunata Sulgher
Fortunata Sulgher, née le 27 février 1755 à Livourne et morte le 13 juin 1824 à Florence, est une poétesse et femme de lettres italienne.

## Biographie
Née à Livourne en 1755, Fortunata annonça de bonne heure une facilité si rare pour la poésie qu'on l'entendit débiter des vers avant qu'elle eût appris l'art de les composer. Voulant cultiver ce talent extraordinaire, ses parents allèrent s'établir à Florence, où Fortunata étudia les belles-lettres, se rendit familières les langues classiques et désira même être initiée dans les mystères de la nature. Le but de ces différents travaux était de briller dans les assauts poétiques alors en usage. Fortunata Sulgher s'y fit remarquer. Assujettie aux entraves des mètres, des refrains, de la rime, elle marchait sans efforts l'égale de ces grands improvisateurs, dont elle aurait excité l'envie, si le charme de sa voix, la noblesse de son geste, les grâces de sa personne n'eussent inspiré des sentiments plus doux dans le cœur même de ses rivaux. Ce fut dans un de ces moments d'inspiration qu'Angelica Kauffmann saisit les traits de cette femme remarquable, dont la ressemblance a été rendue encore plus durable par le burin de Morghen. Madame Sulgher a eu deux époux, qui ont ajouté successivement de nouveaux noms à celui de sa famille. L'Arcadie, en l’admettant dans son sein, l'appela Temira Parasside, nom sous lequel on a publié quelques-uns de ses vers. Cette improvisatrice est morte à Florence le 13 juin 1824.

## Œuvres
- un recueil de Poésies, Florence, 1782, 1785, et Livourne, 1794, in-8° ;
- Componimenti poetici, Parme, 1791, in-8° ;
- Ero e Leandro, poemetto, Livourne, 1803, in-8° ;
- La Morte di Abele, tragedia, Florence, 1804, in-8° ;
- Favole Esopiane, ibid., 1806, in-8°.